# Junkernhof (Usingen)
Der Junkernhof ist das einstige Herrenhaus eines ehemals adeligen Freihofs und ein Kulturdenkmal in Usingen im südhessischen Hochtaunuskreis. Er wurde ehemals auch als „von Schlettenscher Ritterhof“ oder „von Schildeckscher Junkernhof“ bzw. „von Schildecksches Gut“ bezeichnet. Das zweistöckige Fachwerkhaus mit massivem Kellergeschoss und Walmdach entstand in seiner heutigen Form nach dem großen Stadtbrand von 1692 und wird heute als Wohnhaus genutzt. Es steht an der Wilhelmjstraße 15 gegenüber der Einbiegung der Zitzergasse.

## Geschichte

### Vorgeschichte

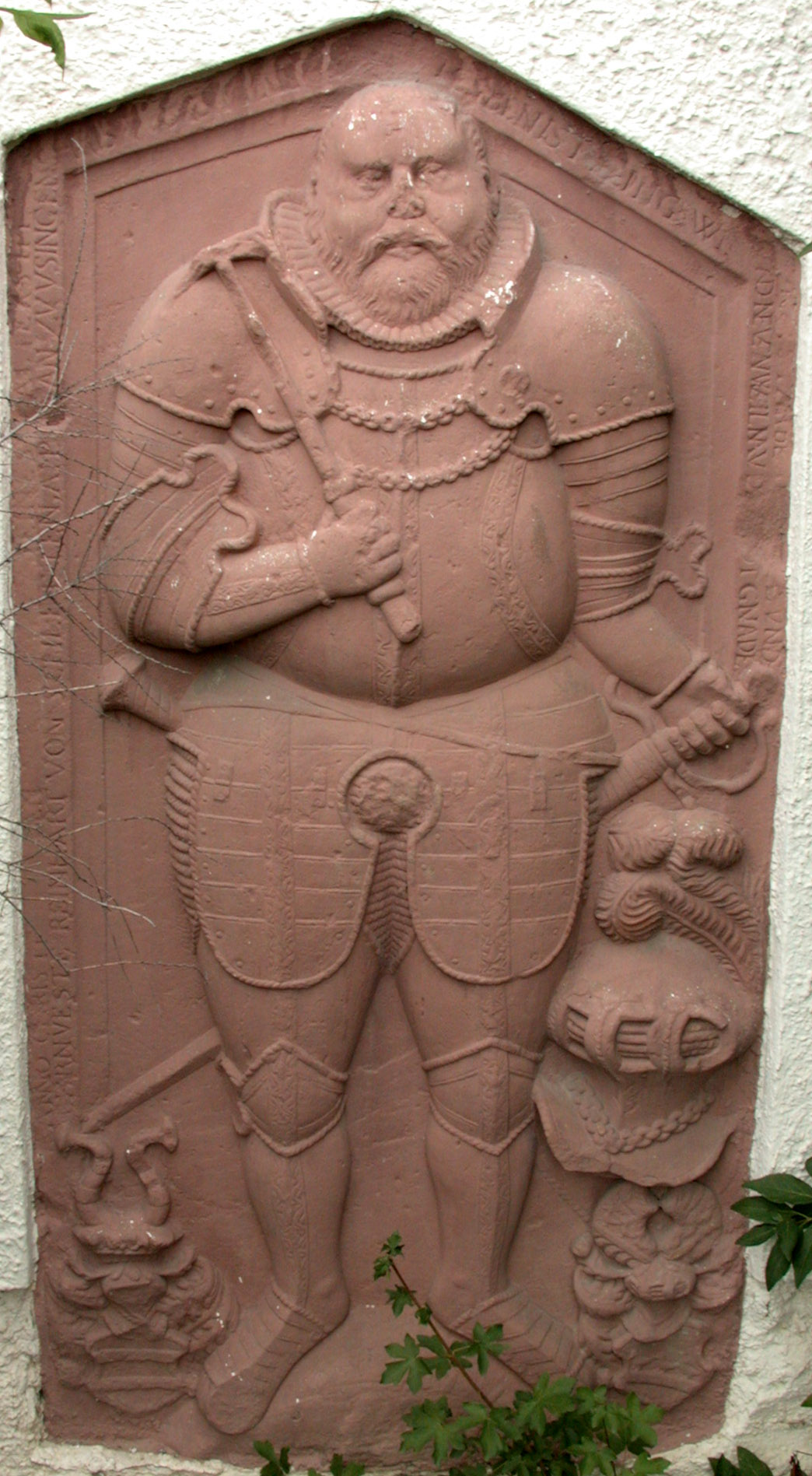
Die Grabplatte Reinhards von Schletten an der Laurentiuskirche

Das Gelände des heutigen Junkernhofs lag innerhalb der nach 1360 errichteten Stadtmauer und wurde im Laufe der Zeit mit mehreren Häusern bebaut; von diesen sind heute noch drei Keller erhalten. Im Jahre 1563 kaufte Reinhard von Schletten († 1609), der in der Folge als Nachfolger seines Schwiegervaters Emmerich von Stockheim von 1568 bis 1609 als Nassauisch-Weilburger Amtmann zu Usingen und Altweilnau in Usingen residierte, von Graf Philipp IV. von Nassau-Weilburg ein in unmittelbarer Nachbarschaft seines als Mitgift seiner Ehefrau Amalie erworbenen Wohnhauses gelegenes Haus, genannt „die alte Badstube“. Im Dezember 1570 gestattete ihm Graf Philipp, auf dem Gelände dieser beiden Häuser und dem daneben zur Westpforte und dort durch die Stadtmauer führenden Weg, den Schlettens Ehefrau von ihrem Vater Emmerich und dessen Frau Margarethe geb. von Wachenheim geerbt hatte, einen Neubau errichten zu dürfen. 1586 kaufte er ein weiteres Anwesen, das zwischen seinem Haus und der Kirche lag. Das gesamte Grundstück wurde an seiner Westseite auf etwa 90 Meter Länge von der Stadtmauer begrenzt, für deren Verteidigung der Besitzer zu sorgen hatte.
Nach dem Tod Reinhard von Schlettens 1609 erbte Philipp Heinrich von Wachenheim das auf den Grundmauern von drei abgebrochenen Häusern erbaute repräsentative Wohnhaus, das mit der Hofreite und den dazu gehörigen 60 ha Land einen freiadeligen Hof bildete; Philipp Heinrich von Wachenheim war von 1611 bis 1637 nassauischer Amtmann zu Usingen. Ob der Hof beim Stadtbrand von 1624 betroffen war, ist nicht überliefert; beim zweiten Stadtbrand im Jahre 1635, dem u. a. die Kirche, das Pfarrhaus und die Schule zum Opfer fielen, war es wahrscheinlich der Fall. 1639 erbte Philipp Heinrichs Sohn Ludwig Heinrich von Wachenheim († 1668), als Nachfolger seines Vaters Amtmann in Usingen, den Hof. Seine zweite Ehefrau und Witwe, Katharina Eleonore geb. Diede zum Fürstenstein († 1705), heiratete in dessen zweiter Ehe Hans Eitel Diede zum Fürstenstein (1624–1685), Burggraf der Burggrafschaft Friedberg, und lebte nach dessen Tod und bis zum Stadtbrand 1692 im Wachenheimischen Hof, dem Vorgängerbau des heutigen Junkernhofs, mit dessen stuckierten Decken, ornamentierten Bodenfliesen und prächtigen Kachelöfen.
Am Abend des 23. April 1692 brach in einer Scheune des Wachenheimischen Hofs ein Brand aus, der sich schnell ausbreitete und die westliche Unterstadt und die nördliche Oberstadt nahezu vollständig einäscherte. Neun Menschen verloren ihr Leben. Insgesamt 65 Hofreiten, 12 Wohnhäuser, 7 Scheunen und 5 Ställe, zumeist mit Stroh gedeckt, fielen dem Feuer zum Opfer. Zwei Pferde, vier Ochsen, 29 Kühe, 46 Rinder, 194 Schafe und 141 Schweine verbrannten. Verursacher war einer der Knechte der verwitweten Burggräfin, der in der Scheune geraucht hatte.

### Der heutige Bau
Der Wiederaufbau des Herrenhauses erfolgte schon 1692/93. Dabei erhielt es grundsätzlich sein heutiges Aussehen. Sowohl die erhalten gebliebenen Keller, als auch ein etwa vier Meter breiter Streifen der alten Straße zur Westpforte, der heutigen Wilhelmjstraße, vor dem Haus wurden überbaut, und auf der mit Bauschutt teilweise verfüllten und eingeebneten Brandstelle wurde ein großes, fünfachsiges Fachwerkhaus errichtet. Die heute wieder freigelegten Schmuckelemente des Fachwerks unter den Fenstern zeigen, dass es zunächst nicht verputzt war. Das Dachgeschoss unter dem recht steilen Walmdach diente als Schütt- und Trockenboden für Getreide; es wurde durch insgesamt 15 mit Netzen oder Gittern bewehrte Dachgauben belüftet.
Nach dem Tod der Burggräfin im Jahre 1705 erbte ihre Enkelin den Hof und deren Ehemann, Levin von Kniestedt (1638–1719), Württembergischer Rat und Oberstallmeister zu Stuttgart und Obervogt zu Leonberg, verkaufte das Anwesen bereits im folgenden Jahr an Gerhard Georg Vogel (später als Gerhard Georg von Schildeck geadelt; † 1725), fürstäbtlich fuldischer Geheimrat, Kanzler und Amtmann auf der Burg Bieberstein. Dieser verpachtete den Hof umgehend und es folgte eine Geschichte häufig wechselnder Besitzer und Nutzungen.
Im Jahre 1787 gelangte der Hof von Schildecks Erben über den Usinger Kammerrat Hebel an den Landesherrn, Fürst Karl Wilhelm von Nassau-Usingen, der dem Gut seinen rechtlichen Sonderstatus entzog, es zunächst wieder verpachtete, dann aber schrittweise die Ländereien und den Hof selbst an steuerpflichtige Bürger verkaufte. 1809 ersteigerte ein Flanellfabrikant die Hofreite und richtete 1810 darin eine Färberei ein. Das Herrenhaus verkaufte er 1826 an einen Vorfahren der heutigen Besitzer. Ein örtlicher Landwirt kaufte 1839 die Hofreite und einen Teil der dazugehörigen Ländereien, betrieb dort Landwirtschaft, braute Bier und gerbte Leder. Im Wohnhaus mieteten sich ab 1837 der Prokurator August Wilhelm Wilhelmj (1813–1910) des von 1832 bis 1849 in Usingen ansässigen nassauischen Hof- und Appellationsgerichts und nach ihm Seminaristen des 1851 im Usinger Schloss eröffneten evangelischen Lehrerseminars ein. Im Saal des Obergeschosses wurde um 1832 das sog. Casino mit Billardzimmer eingerichtet, wohl in der Folge des Gerichtumzugs von Wiesbaden nach Usingen, damit Mitglieder der sog. „höheren Gesellschaft“ Usingens sich dort treffen und unterhalten konnten. Auch eine Gastwirtschaft, eine Poststelle und eine Spar- und Darlehenskasse waren im späten 19. Jahrhundert zeitweise in dem Gebäude zuhause.
1929 wurden die inzwischen baufälligen gewordenen Wirtschaftsgebäude hinter dem Wohnhaus – ein Färberhaus, von dem eine Wasserleitung zur dahinter liegenden Wiese führte, und ein Stall für 12 Pferde und 12 Kühe – abgerissen. Ein Schafstall für die Überwinterung von bis zu 200 Schafen war bereits früher abgerissen worden. Die Fundamente dieser Gebäude sind noch heute im Garten zu sehen. Das Wohnhaus wurde zeitgemäß modernisiert und als Einfamilienhaus mit Einliegerwohnung genutzt. Dabei wurden vermutlich die bisherigen Dachgauben entfernt. Etwa 1935 stellte das Casino seinen Betrieb ein und das Usinger Museum bezog die Räumlichkeiten. 1945, nach der Besetzung Usingens durch amerikanische Truppen gegen Ende des Zweiten Weltkriegs, richteten sie zunächst ihre Kommandantur im Junkernhof ein; aus dem Museum gingen in dieser Zeit allerlei historische Ausstellungsstücke verloren. In den ersten Nachkriegsjahren wurden neben der Eigentümerfamilie auch Evakuierte und Heimatvertriebene im Haus untergebracht. Nachdem diese nach und nach anderweitig Unterkunft gefunden hatten, war das Haus ziemlich verwohnt und stand schließlich zur Hälfte leer.
Nach einigem Zögern beschloss die Erbengemeinschaft die Sanierung des Baus und dabei möglichst viel der Originalsubstanz zu bewahren und das Fachwerk der Fassade freizulegen. 1998 begann man mit der Entrümpelung des Anwesens und im Jahre 2002 begann mit Unterstützung der Stadt Usingen und des Landes Hessen die bauhistorische Untersuchung und Sanierung des Gebäudes durch die „Hausgemeinschaft Junkernhof“.

## Die Anlage
Der Junkernhof ist ein schmuckes Fachwerkhaus auf massivem Kellergeschoss, traufständig zur Wilhelmjstraße. Er steht an der Stelle dreier kleiner, 1692 zerstörten Häuser, von denen zwei nicht miteinander verbundene Gewölbekeller und ein sehr niedriger dritter Keller unter dem Haus erhalten sind. An der westlichen Schmalseite besteht die Hausmauer im Erdgeschoss aus einem Stück der einstigen Stadtmauer. Das dortige Fenster befindet sich an der Stelle, an der sich früher die enge Westpforte der Stadtmauer befand. Bei Bauarbeiten für das heute benachbarte Geschäftsgebäude stieß man auf die Fundamente eines ehemals dort stehenden Wachturms. Ebenfalls fand man bei der Renovierung des Junkernhofs ab 1998 unter meterhohem Bauschutt die noch gut verlegten Pflastersteine des ehemaligen Torwegs.
Die Hauptfassade ist fünfachsig, mit Doppelfenstern und mittigem Portal über einer kurzen Außentreppe; nur die Fenster rechts (westlich) im Erdgeschoss haben eine sechsfache Reihung, seit dort für die Schalterhalle der dort gegen Ende des 19. Jahrhunderts einige Jahre ansässigen Spar- und Leihkasse zusätzliche Fenster in die Front gesetzt wurden. In der östlichen Schmalseite befinden sich jeweils zwei Doppelfenster in beiden Geschossen. Die westliche Schmalseite hat nur ein Doppelfenster im Erdgeschoss und ein kleines Fenster mittig im Obergeschoss.
Das lange Zeit verputzte Fachwerk ist wieder freigelegt, ausgenommen an den heute durch Bretterverschalung geschützten Wetterseiten im Westen und Süden des Obergeschosses. Die Brüstungsgefache unter den Fenstern des Obergeschosses sind mit genasten Brüstungsstreben und Feuerböcken verziert. Auf der Gartenseite im Süden wurden bei der letzten Renovierung ein Wintergarten und ein Balkon im ersten Stock angefügt.
Das schiefergedeckte hohe Walmdach ist auf der Straßenseite von vier und auf den beiden Schmalseiten von jeweils zwei Dachgauben durchbrochen. Bis mindestens 2016 befanden sich dort lediglich mehrere kleine Dachlukenfenster. Die Dachkonstruktion besteht aus fünf „liegenden Stühlen“.

## Wissenswertes

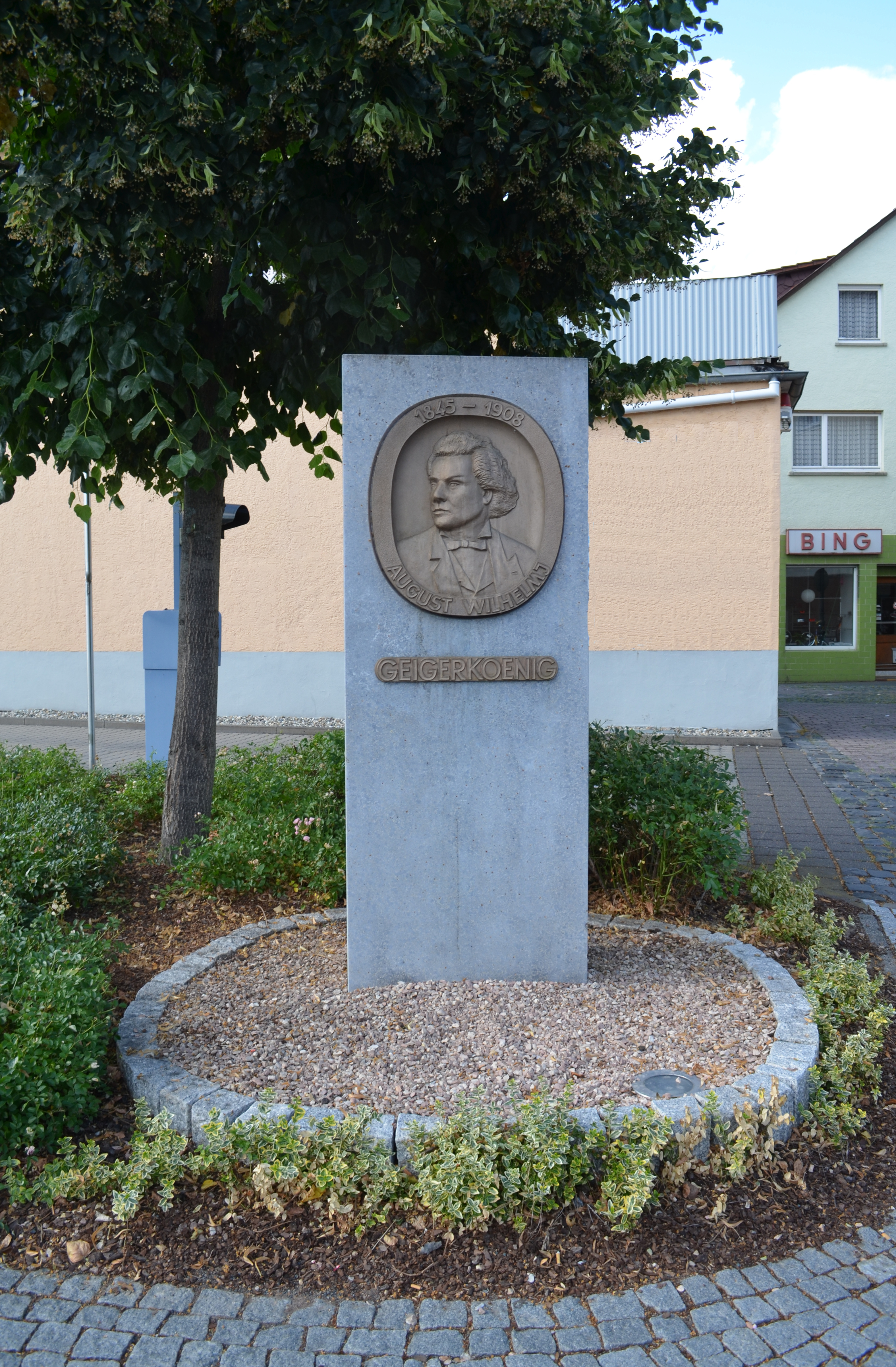
Denkmal für August Wilhelmj

Schräg gegenüber von seinem Geburtshaus, an der Ecke Klaubergasse/Bahnhofstraße, steht ein Denkmal für den bekannten Violinisten August Wilhelmj, Sohn des von 1837 bis 1849 im Junkernhof lebenden Gerichtsprokurators Wilhelmj.